# منتخب هيترا لكرة القدم
منتخب هيترا لكرة القدم هو المنتخب الذي يمثل جزيرة هيترا في النرويج في منافسات كرة القدم، مثل جزيرة هيترا في دورات ألعاب الجزر. وقد خاض أو مبارياته في سنة 1997. هذا المنتخب ليس عضواً في الفيفا أو اليويفا.